# Margali Szardos
Margali Szardos, más néven a Vörös Királynő, vagy Fata Morgana egy kitalált szereplő a Marvel Comics képregényeiben. Első megjelenése a Uncanny X-Men Annual 4. száma.

## Története
Margali Szardos múltja éppoly rejtélyes mint ő maga. Anyja állítólag Párizsban hozta a világra és megtanította a lányát a varázslat és mágia művészetére. Margali a "Winding Way"-nek, Kanyargó Ösvénynek nevezte az általa gyakorolt módszert, amit a saját lányának is továbbadott. A Kanyargó Ösvény óriási hatalmat ad követőinek, de időről időre meggyengíti őket..
Margali egyszer házasodott és két gyermeket szült: Stefant és Jimaine-t (a későbbiekben Amanda Sefton-ként lett ismert). Nincs kizárva, hogy volt egy afférja a démoni mutáns Azazellel, aki az alakváltó Rejtélyt is elcsábította. Rejtély abban az időben báró Christian Wagner feleségeként mutatkozott a nyilvánosság előtt. A báró nem tudott gyermeket nemzeni, és gyanította, hogy a felesége hűtlen. Vérvizsgálatot ajánlott feleségének, mire a biztos luxushoz szokott Rejtély egy tőrrel megölte majd eltüntette a holttestet. A szülés fájdalmai során a nő visszaváltozott természetes (kék bőrű, sárga szemű) alakjába és egy ördögi kinézetű gyermeket hozott a világra. A helybeliek anya és fia ellen fordultak. Rejtély elmenekült, a gyermeket pedig egy vízmosásba dobta. A fiú azonban nem halt meg, Margali megtalálta és a sajátjaként nevelte, még ha tudhatta is annak származását. A Kurt nevet adta neki. Más források szerint egy kis út menti kunyhóban lelt rá a gyermekre, akinek anyja haldoklott, apja pedig holtan hevert az úton.
Az asszony ezután jövendőmondóként a Winzeldorf cirkusznál dolgozott.
Itt történt, hogy Kurt és Jimaine Szardos védőháló nélkül hajtottak végre egy nagyon veszélyes mutatványt, mikor a lány elvesztve a trapézt, a mélybe zuhant. Kurt teleportált és megmentette, a közönség éljenzett és élvezte a műsort.
A kulisszák mögött Kurt és mostohatestvére csókolóznak; ekkor említi meg először a fiú, hogy elhagyná a cikruszt. A lány meg van döbbenve de vele tartana. Margali azonban elutasítja a terveit. Elmondja neki, hogy Jimaine sorsa a "Winding Way" hagyományainak folytatása. Megmutatja neki a titokzatos Lélekkardot, a boszorkányok fegyverét és beszél a gonosz démonról Belascóról. Jimaine nem fogadja békével a végzetét, féltékeny a fivérére Stefanra aki nemrég elhagyta a családját, hogy a maga útját járja.
A következő reggel Kurt a lányt keresi, aki Sabuval, Kurt és Jimaine mentorával edz. Kitervelik, hogy aznap este Kurt előadása után megszöknek. Margali a kristálygömbjében figyeli őket. Este Kurt a bőröndjét csomagolja, míg Jimaine-t megtámadja Belasco. Margali kihasználja az esetet, hogy megijessze a lányát. Az estében lengőtrapézon elhunyt Sabu és Margali is becsapta a lányát.
Nevelt fia egy nappal a temetés után elhagyta a várost, hogy csatlakozzon egy cirkuszhoz Floridában. A Németországba való visszatérése után, Kurt „Árnyék” kódnéven belépett az X-Men szuperhőscsapatba és elköltözött az Amerikai Egyesült Államokba. Jimaine csak egy évvel később követte őt, megváltoztatta a nevét Amanda Seftonra, és légiutas kísérőként kezdett dolgozni. Ő és Kurt egy se vele-se nélküle szerelmi kapcsolatba bonyolódott.
Margali évekkel később tudta meg, hogy Kurt megölte Stefant. Bánatában kérdés nélkül száműzte Árnyék lelkét egy olyan dimenzióba, ami hasonlít Dante Poklára. Kurtot Jimaine és doktor Strange mentette meg.
Míg Margai a Winding Way okozta gyengeségtől szenvedett foglyul ejtette őt a démon D'Spayre. Jimaine és Árnyék siettek a segítségére. Ekkor kezdődött a bűvös erejű fegyver, a Lélekkard birtoklásáért folytatott személyes küldetése. Még egyszer becsapta a lányát, egy Gravemoss nevű varázslóról való híradásban, aki állítólag mindenkit meg akar ölni aki a Winding Way-t követi.
Amanda elutazott a Muir szigetre és megütközött Gravemossal. Győzelme jutalmát, a Lélekkardot átadta az anyjának, és Margali minden varázslót elpusztított vele aki a Kanyargó Ösvényen járt, és felette állt, hogy neki több jusson belőle.
Amanda ezek után csatlakozott az Excalibur nevű csapathoz Daytripper fedőnév alatt, Margali pedig a Hellfire Club angliai ágához, mint Vörös Királynő. Míg London és Nagy-Britannia feletti hatalomátvételen mesterkedett elrabolta a mutáns hibrid Douglockot. Így anya és lánya végre szembekerültek egymással. Margali erőfeszítéseit meghiúsította az Excalibur és elfogta Belasco. Utolsó erejével lelket cserélt lányával. Margali lelke Amanda testében Árnyékkal elment a Limbóba, ahol megvívtak Belascóval.
A csatát követően Árnyék visszatért az X-ekhez, Amanda maradt, mint a Limbó uralkodója, és felvette a Varázs (eredetiben Magik) nevet.
Margali csak akkor jelent meg újra, mikor egy Hive nevű démon jóvoltából újra kérdésessé vált a Lélekkard birtoklása. Hogy legközelebb hol fog felbukkanni, ha még él egyáltalán, senki nem tudja.

## Megjelenései
- Uncanny X-Men Annual 4, 1980 (első)
- Uncanny Origins 8
- Excalibur minus 1
- Nightcrawler (Volume 3) 8
- Nightcrawler (Volume 3) 9
- Nightcrawler (Volume 3) 10
- Nightcrawler (Volume 3) 11

## Külső hivatkozások
- Cerebra's Files
- Margali Szardos a Marvel Universe-en
- Margali Szardos (magyar) Archiválva 2007. július 3-i dátummal a Wayback Machine-ben